# Gesù Divino Lavoratore
Gesù Divino Lavoratore är en kyrkobyggnad och titelkyrka i Rom, helgad åt Jesus Kristus som den Gudomlige arbetaren. Kyrkan är belägen vid Via Oderisi da Gubbio i quartiere Portuense och tillhör församlingen Gesù Divino Lavoratore.
Kyrkan förestås av stiftspräster.

## Historia
Kyrkan uppfördes åren 1957–1961 efter ritningar av arkitekten Raffaele Fagnoni och konsekrerades år 1961.
Exteriören präglas av den fristående kampanilen vid kyrkans ingångsportal. Kyrkans grundplan är oval. Över högaltaret hänger ett träkrucifix mot en gyllene bakgrund. Takstolen i betong är öppen.

## Titelkyrka
Kyrkan stiftades som titelkyrka av påve Paulus VI år 1969.
Kardinalpräster
- Paul Yü Pin: 1969–1978
- Vakant: 1978–1983
- Joseph Louis Bernardin: 1983–1996
- Christoph Schönborn: 1998–

## Kommunikationer
- Busshållplats Oderisi Da Gubbio/Papa – Roms bussnät, linje 780 781